# Franziskanerstraße 12 (Mönchengladbach)

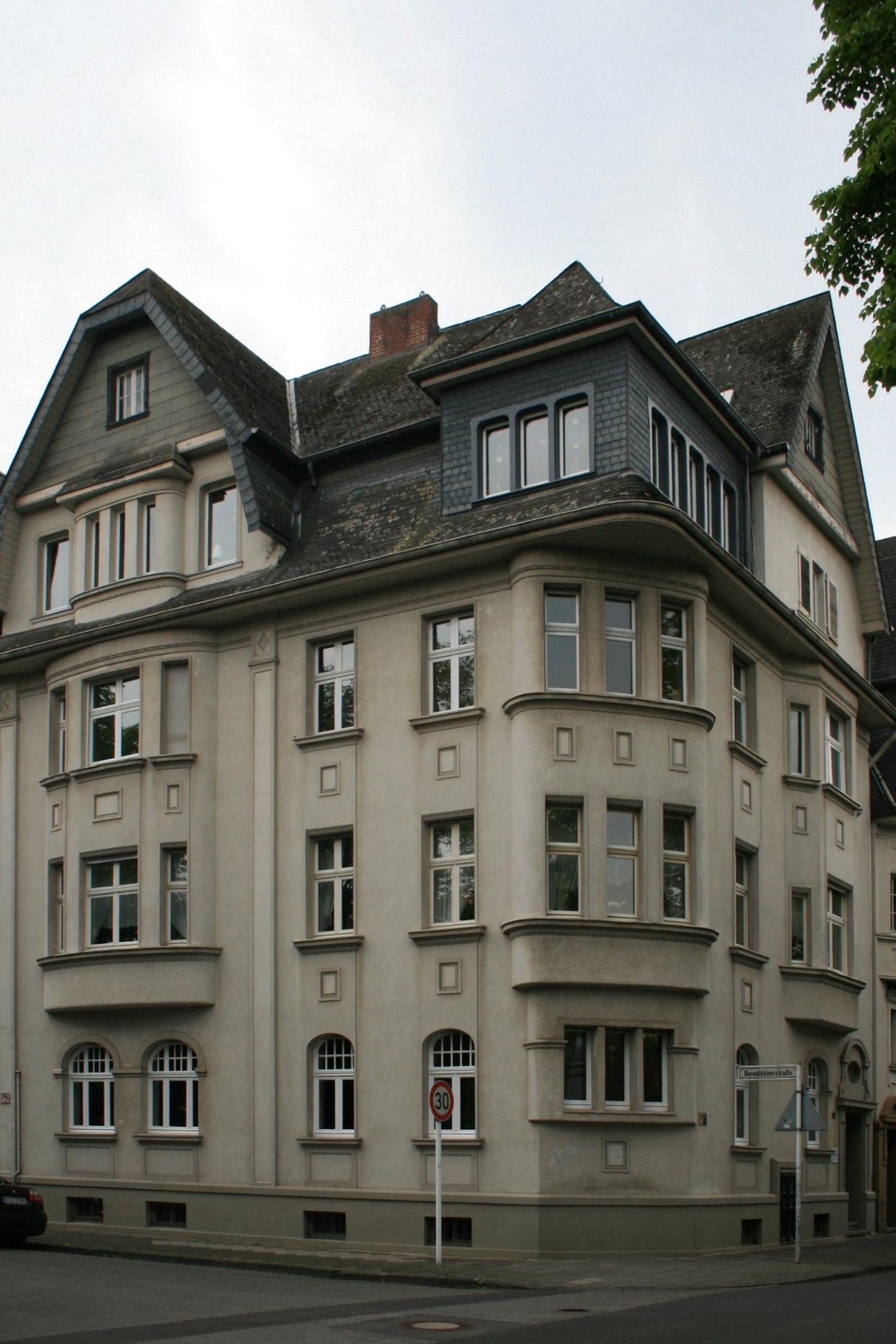
Wohnhaus (2010)

Das Wohnhaus Franziskanerstraße 12 steht im Stadtteil Windberg in Mönchengladbach (Nordrhein-Westfalen).
Das Gebäude wurde 1912 erbaut. Es ist unter Nr. F 023 am 9. März 1994 in die Denkmalliste der Stadt Mönchengladbach eingetragen worden.

## Architektur
Bei dem Objekt handelt es sich um ein dreigeschossiges Eckgebäude, mit einem zum Vollgeschoss ausgebauten Mansarddach mit Schieferdeckung und weit vorkragendem Dachgesims aus dem Jahre 1912.